# 빈펄 콘도텔 리버프런트 다낭
빈펄 콘도텔 리버프런트 다낭(베트남어: Vinpearl Condotel RIVERFRONT ĐÀ NẴNG, 영어: Vinpearl Condotel Riverfront Da Nang)은 베트남 다낭 한강 앞에 위치한 콘도텔이다.

## 기타편의시설
빈펄 콘도텔 리버프런트 다낭에는 2층의 키즈클럽, 야외 수영장, 피트니스 센터, 22층의 빈참 스파가 있으며, 아래층는 빈컴 프라자 다낭이 있어 쇼핑도 가능하다.
또한 총 3개의 연회장이 있는데 기업을 위한 연회장과, 이사회를 위한 연회장 결혼식(혼례)를 위한 연회장도 준비되어 있다.

## 같이 보기
- 빈펄 콘도텔 비치프런트 냐짱
- 빈펄 콘도텔 엠파이어 냐짱
- 빈펄 콘도텔 푸 리